# Sammy Lee
Sammy Lee (n. 1 august 1920, Fresno, California, SUA – d. 2 decembrie 2016, Newport Beach, California, SUA) a fost un săritor în apă ce a reprezentat Statele Unite ale Americii, medaliat olimpic. A participat la 2 ediții ale Jocurilor Olimpice (1948, 1952) în care a câștigat 2 medalii de aur și 1 medalie de bronz.